# تروی گلاس
تروی گلاس (انگلیسی: Troy Glaus؛ زادهٔ ۳ اوت ۱۹۷۶) بازیکن بیس‌بال اهل ایالات متحده آمریکا است.
از باشگاه‌هایی که در آن بازی کرده‌است می‌توان به سنت لوئیس کاردینالز اشاره کرد.
وی در مسابقات کشوری و بین‌المللی در مجموع برندهٔ ۱ مدال برنز شده‌است.